# Гарний малий
«Славний малий» — кримінальна кінокомедія, знята на основі автобіографії Говарда Маркса.

## Сюжет
Говард Маркс виріс в простій робітничій родині та зміг вступити до Оксфордського університету, де він знайомиться з Ільзою. Вона відкриває головному герою світ наркотиків. Вони часто навідувались до дилера Грема Плінсона. Через певний час Грем презентував ЛСД. Після смерті друга Маркса від передозування Говард, Ільза та Грем поклялися ніколи не вживати важкі наркотики.
Під час доставки партії наркотиків у Лондон через Німеччину Плінсона затримали. Маркс допоміг доставити цю партію через кордон. З цієї справи він й почав «кар'єру» дилера. Наркобізнес руйнує перший шлюб Говарда, але він зустрічає Джудіт, яка стане його дружиною та партнеркою.

## У ролях
| Актор          | Роль            |
| -------------- | --------------- |
| Ріс Іванс      | Говард Маркс    |
| Хлоя Севіньї   | Джуді Маркс     |
| Кріспін Гловер | Ерні            |
| Девід Тьюліс   | Джеймс Мак-Канн |
| Джек Г'юстон   | Грем Плінсон    |
| Ельза Патакі   | Ільза           |
| Омід Джалілі   | Салім Малік     |
| Ендрю Тірнан   | Алан Маркусон   |
| Джеймі Гарріс  | Патрік Лейн     |
| Кен Рассел     | Рассел Мігс     |

## Створення фільму

### Виробництво
Зйомки фільму проходили в Іспанії.

### Знімальна група
- Кінорежисер — Бернард Роуз
- Сценарист — Бернард Роуз
- Кінопродюсери — Ліза Енос, Люк Роуг
- Композитор — Філіп Ґласс
- Кінооператор — Бернард Роуз
- Кіномонтаж — Тереза Фонт, Бернард Роуз
- Художник-постановник — Макс Готтліб
- Художник по костюмах — Керолайн Гарріс
- Підбір акторів — Алекс Джонсон[2].

## Сприйняття

### Критика
Фільм отримав переважно позитивні відгуки. На сайті Rotten Tomatoes оцінка стрічки становить 55 % на основі 44 відгуків від критиків (середня оцінка 5,5/10) і 44 % від глядачів із середньою оцінкою 3,1/5 (4 005 голосів). Фільму зарахований «стиглий помідор» від кінокритиків та «розсипаний попкорн» від глядачів, Internet Movie Database — 6,4/10 (6 331 голос), Metacritic — 60/100 (14 відгуків критиків) і 6,3/10 від глядачів (11 голосів).

### Номінації та нагороди
| Нагороди та номінації фільму «Славний малий» | Нагороди та номінації фільму «Славний малий» | Нагороди та номінації фільму «Славний малий» | Нагороди та номінації фільму «Славний малий» | Нагороди та номінації фільму «Славний малий» | Нагороди та номінації фільму «Славний малий» |
| Рік                                          | Кінофестиваль/кінопремія                     | Категорія/нагорода                           | Номінант                                     | Результат                                    |                                              |
| -------------------------------------------- | -------------------------------------------- | -------------------------------------------- | -------------------------------------------- | -------------------------------------------- | -------------------------------------------- |
| 2010                                         | Фестиваль британського кіно в Дінарі         | Найкраща робота оператора                    | «Славний малий»                              | Перемога                                     |                                              |
| 2010                                         | Європейський кінофестиваль у Севільї         | Найкращий актор                              | Ріс Іванс                                    | Перемога                                     |                                              |